# Ратимир (име)
Ратимир или Ратмир или Рацимир, је словенско име са значењем „бранилац мира“. У српском језику умањилац од Ратимира је Ратко.
Познати људи са овим именом су:
- Ратимир, војвода од Доње Паноније
- Ратимир Мартиновић, црногорски пијаниста
- Ратмир, лик у Пушкиновој песми Руслан и Људмила